# Me amarás
Me amarás (pol. Będziesz mnie kochał) - drugi hiszpańskojęzyczny album portorykańskiego piosenkarza Ricky’ego Martina. Płyta została wydana 25 maja 1993 roku przez wytwórnię Sony Music Mexico a później na rynek międzynarodowy przez Sony Latin. Sprzedaż płyty na całym świecie przekroczyła milion egzemplarzy. 
Produkcją albumu zajął się Juan Carlos Calderón, który napisał wszystkie utwory znajdujące się na płycie z wyjątkiem hiszpańskiej wersji utworu Laury Branigan „Self Control” oraz „Hooray! Hooray! It's a Holi-Holiday”.

## Lista utworów
1. „No me pidas más” - 3:29
2. „Es mejor decirse adiós” - 3:25
3. „Entre el amor y los halagos” - 4:18
4. „Lo que nos pase, pasará” - 3:52
5. „Ella es” - 4:41
6. „Me amarás” - 4:29
7. „Ayúdame” - 4:10
8. „Eres como el aire” - 4:06
9. „Que día es hoy (Self Control)” (Mikel Herzog) - 4:25
10. „Hooray! Hooray! It's a Holi-Holiday” (Frank Farian; Fred Jay; Leo Napi) - 3:10